# Jöns Jacob Berzelius
Jöns Jacob Berzelius [jóns jákob berzélius], švedski kemik, * 20. avgust 1779, Väversunda, pokrajina Östergötland, Švedska, † 7. avgust 1848, Stockholm, Švedska.
Berzelius je leta 1808 napisal prvi kemijski učbenik in postal član Kraljeve švedske akademije znanosti. 

## Življenje in delo
Rodil se je v zelo dobro izobraženi družini, vendar je imel težko otroštvo, saj mu je prvi umrl oče, nato pa še mati. Ko je umrla njegova mama, ga je v skrb prevzel njegov očim. Ker se z očimom ni najbolje razumel, se je preselil v Linkoping k svojemu stricu.
Med študijem medicine na Univerzi v Uppsali je bral o Voltovem oporniku za kemijo in ga hitro sestavil še sam. Njegovo znanstveno delo za diplomo je temeljilo na pojavu električnega sunka na pacientih z različnimi boleznimi. Čeprav na njegovih pacientih ni bilo videti izboljšav, se je njegovo zanimanje za elektrokemijo nadaljevalo.
Leta 1807 je postal profesor na medicinski univerzi v Stockholmu. Leto pozneje se je pridružil Kraljevi švedski akademiji znanosti. Med pripravljanjem kemijskega učbenika za univerze je Berzelius začel z vrsto poskusi s katerimi je tudi zaslovel. Odkril je, da so elementi in anorganske snovi povezane med sabo.
Njegovo zanimanje o različnih mešanicah je vodilo do odkritja številnih novih elementov, med njimi tudi litija, selena, vanadija, cerija, torija in več redkih prsti. Nekaj elementov so odkrili tudi njegovi študentje v njegovem laboratoriju. Z rezultati njegovih poskusov je določil atomsko maso za skoraj vse do takrat znanih atomov. Ker je delal s toliko elementi se je odločil, da bo naredil preprost logični sistem simbolov. Od takrat uporabljamo skoraj isti sistem elementov. Njegove sposobnosti urejanja je uporabil tudi pri mineralogiji kjer je razvrstil minerale po njihovih kemijskih lastnostih.

## Priznanja
Nagrade
Leta 1836 je Berzelius za svoje znanstvene dosežke skupaj s Francisom Kiernanom prejel Copleyjevo medaljo Kraljeve družbe iz Londona.